# Stridulation

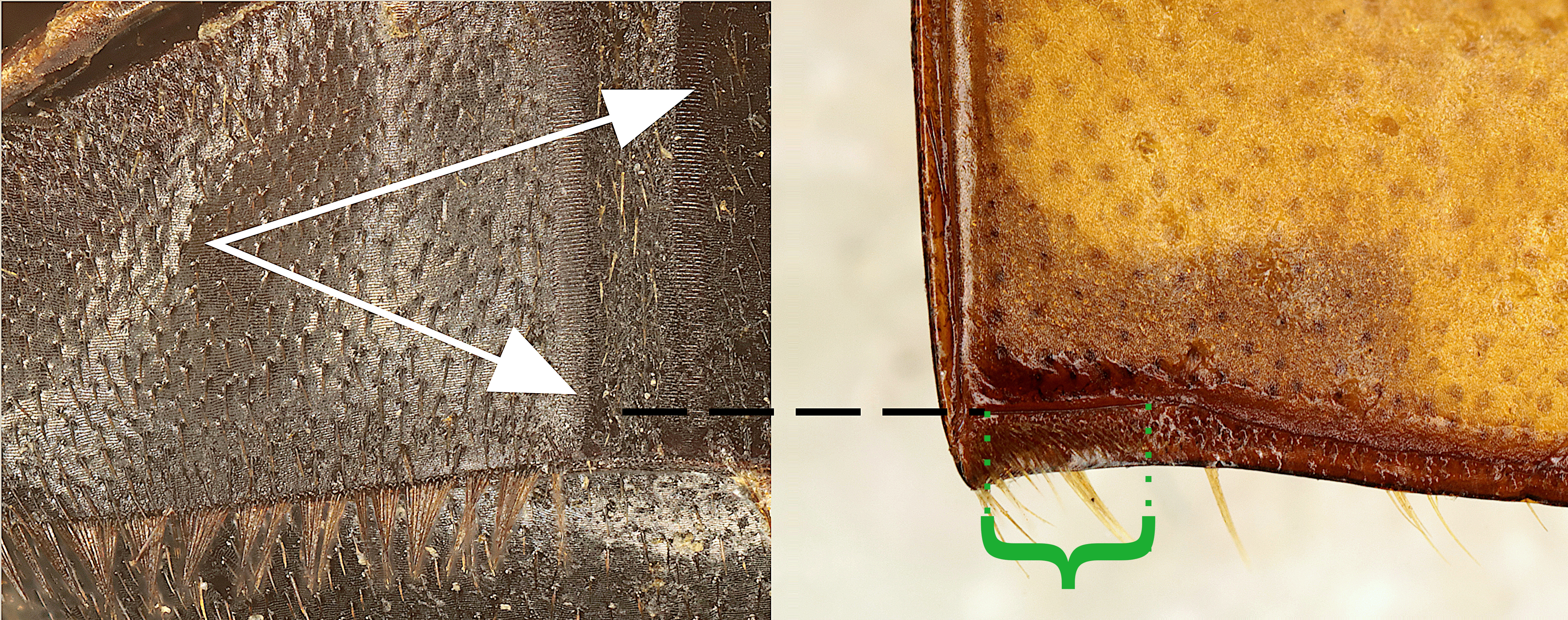
Stridulationsorgan beim Weibchen des Totengräbers Nicrophorus interruptus, links
Ausschnitt Tergit mit den zwei Schrillleisten, rechts Ausschnitt der Unterseite der linken Flügeldecke im Bereich des Nahtwinkels, grün: Lage und Länge der Schrillkante

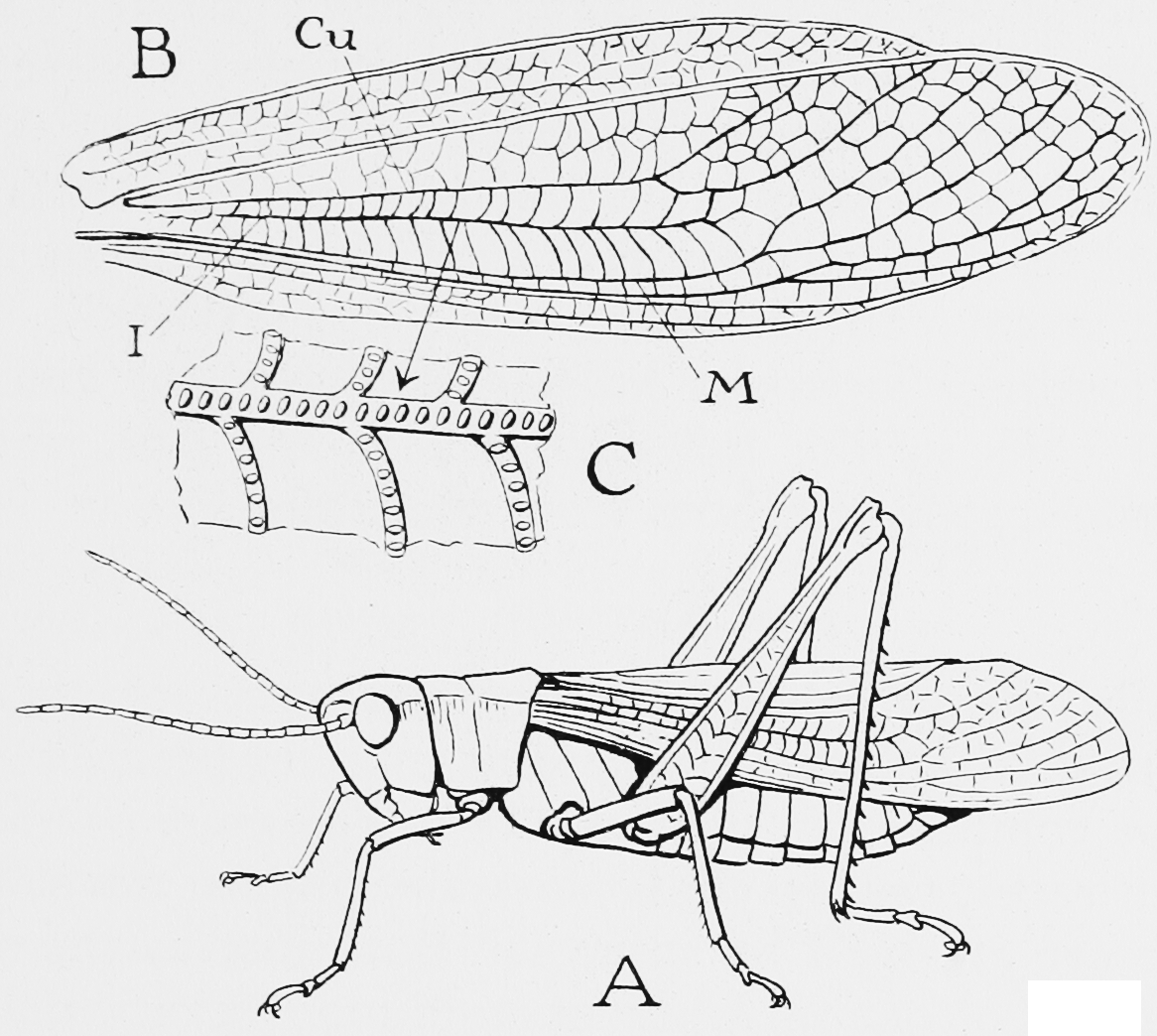
A: Mecostethus gracilis. B: linker Vorderflügel. Die markierte Flügelader (C) wird zur Lauterzeugung verwendet.

Als Stridulation wird eine spezielle Form der Lauterzeugung durch Reiben zweier gegeneinander beweglicher Körperteile bezeichnet, die vor allem bei Insekten und Spinnen zu beobachten ist. Sie dient der innerartlichen Kommunikation.
Bei anderen Klassen ist Stridulation nur selten anzutreffen. Unter den Säugetieren verständigen sich beispielsweise die Streifentenreks im unübersichtlichen Urwald durch Aneinanderreiben spezieller Stacheln. Unter den Höheren Krebsen ist bei der Westatlantischen Reiterkrabbe ein Aneinanderreiben der Beine zu beobachten, die ein raspelndes Geräusch von sich geben. Die Sandrasselottern sind ein Beispiel für Reptilien, die durch Aneinanderreiben ihrer seitlichen Schuppen stridulieren. Bei den Vögeln zeichnet sich die Keulenschwingenpipra (Machaeropterus deliciosus) durch speziell beschaffene Flugfedern aus, die beim schnellen Flügelschlag aneinander reiben. Durch das damit verursachte Geräusch machen männliche Vögel paarungswillige Weibchen auf sich aufmerksam.

## Insekten
Stridulation kommt bei sehr vielen Insektengruppen vor; besonders bekannt ist das Zirpen bei den Lang- und Kurzfühlerschrecken sowie bei verschiedenen Käfern (z. B. Bockkäfer, Mondhornkäfer). Oft werden zur Lauterzeugung Schrillkanten über Schrillflächen geführt. Das Resultat ist ein kratzender, brummender, zischender oder zirpender Laut. Als Schrillkanten sind meist Flügeladern oder Beinkanten umgebildet, als Schrillflächen dienen Flächen der Flügel oder andere Flächen des Körpers.

## Spinnen
Bei Spinnen werden die Laute meist mit den Pedipalpen erzeugt, sowohl durch das Reiben der Pedipalpen an Schrillkanten als auch durch das Trommeln mit den Palpen oder den Laufbeinen auf dem Substrat. Manche Arten, z. B. Riesenkrabbenspinnen, erzeugen Laute durch die Schwingungen des Körpers auf der Unterlage. Spinnennetze, Unterlagen und Blätter etc. werden als Resonanzböden eingesetzt. Die Stridulation dient meist zur innerartlichen Kommunikation, vorwiegend bei der Balz, wobei das Männchen mit den Palpen striduliert, um sich dem Weibchen anzukündigen oder paarungsbereite Weibchen anzulocken, aber auch zur Arterkennung und Abschreckung (zwischenartliche Kommunikation). Fressfeinde werden vermutlich abgeschreckt, indem die Frequenzen der Räuber imitiert werden. Größere Vogelspinnen erzeugen manchmal Laute zur Verteidigung gegen größere Tiere, wie z. B. Menschen. Die meisten Laute der kleineren Spinnen sind für den Menschen nicht hörbar; deswegen ist über die Stridulation der Spinnen wenig bekannt. Es kann davon ausgegangen werden, dass Stridulation bei Spinnen verbreitet ist.